# Xã Lincoln, Quận Somerset, Pennsylvania
Xã Lincoln (tiếng Anh: Lincoln Township) là một xã thuộc quận Somerset, tiểu bang Pennsylvania, Hoa Kỳ. Năm 2010, dân số của xã này là 1.519 người.